# Giróvago

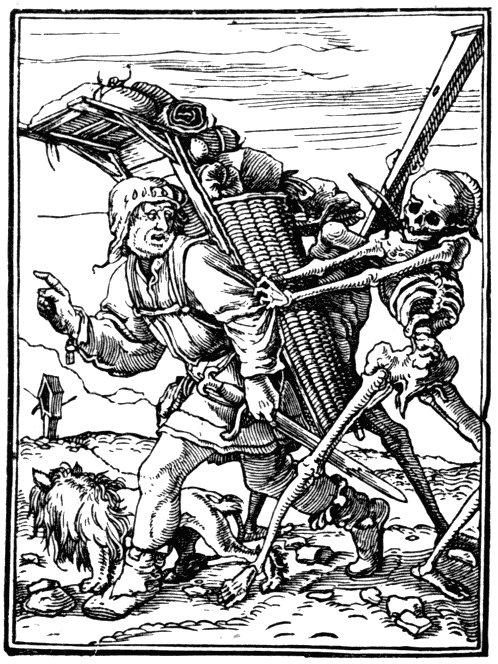
Uno de los grabados de la Danza macabra de Hans Holbein el Joven (1538)

En el cristianismo antiguo, se llamaban giróvagos a ciertos monjes errantes y vagabundos, que viajaban sin un destino predeterminado, alojándose en los monasterios que iban encontrando por el camino. Estos monjes no aceptaban ninguna de las reglas monásticas propias de los monjes cenobitas. El término proviene del latín gyrovăgus (de gyrus, «giro», y vagus, «vagabundo»), que significaba «errante, vagabundo, que yerra dando vueltas».
En la regla de San Benito se los describe de una forma más bien peyorativa: «La cuarta clase de monjes es la de los que se llaman giróvagos, porque se pasan la vida girando por diversos países, hospedándose tres o cuatro días en cada monasterio. Siempre están de viaje, nunca estables, sirven a su propia voluntad y a los placeres de la gula: en todo son peores que los sarabaítas. De su estilo de vida tan lamentable es mejor callar que hablar. Dejándolos, pues, de lado, nos dedicaremos, con la ayuda de Dios, a organizar la vida de los esforzados cenobitas».
Esta práctica fue prohibida por los concilios de Calcedonia (451) y Nicea II (787).
En el islamismo, se llama también giróvagos a los derviches danzantes o mevlevís.